# Станнид триникеля
Станнид триникеля — бинарное интерметаллическое неорганическое соединение
никеля и олова с формулой Ni3Sn,
кристаллы.

## Получение
- В природе встречается минерал ниснит — Ni3Sn [1].

- Сплавление стехиометрических количеств чистых веществ:

{\displaystyle {\mathsf {3Ni+Sn\ {\xrightarrow {1174^{o}C}}\ Ni_{3}Sn}}}

## Физические свойства
Станнид триникеля образует кристаллы двух модификаций:
- гексагональная сингония, пространственная группа P 63/mmc,параметры ячейки a = 0,5295 нм, c = 0,4254 нм, Z = 2, структура типа кадмийтримагния CdMg3, существует при температуре ниже 977°С;
- гексагональная сингония, параметры ячейки a = 0,263 нм, c = 0,422 нм, Z = 1, существует при температуре выше 977°С;

Соединение конгруэнтно плавится при температуре 1174 °C
.